# Малютин, Михаил Сергеевич
Михаи́л Серге́евич Малю́тин (1 сентября 1981, Баку) — российский боец смешанного стиля, выступающий в полулёгкой весовой категории. Чемпион России по рукопашному бою и ушу саньда, чемпион мира среди клубных команд M-1 Challenge, чемпион Ring of Combat.

## Биография

### Ранние годы
Михаил Малютин родился 1 сентября 1981 года в Баку. Рос в спортивной семье — его отец Сергей Викторович был профессиональным футболистом, выступал за бакинскую команду «Нефтчи». После ранней смерти отца мальчик вместе с матерью и старшим братом переехал в село Красный курган Малокарачаевского района КЧР, где учился в начальных классах, где поступил в секцию вольной борьбы. Занимался под руководством заслуженного тренера Казахстана Азамата Байчорова, однако больших успехов не добился и вскоре оставил это дело, затем переехал в Кисловодск
В 1994 году в возрасте тринадцати лет занялся боксом, проходил подготовку на олимпийской спортивной базе у тренера Артура Празяна. В течение шести лет регулярно участвовал в региональных соревнованиях, неоднократно становился чемпионом Ставропольского края, в 1999 году завоевал серебряную медаль на чемпионате юга России, выполнил норматив кандидата в мастера спорта. «Когда я стал чуть старше, мне посчастливилось тренироваться в одном зале с сильнейшими боксерами страны. Я многому у них научился и занимался боксом, в отличие от вольной борьбы, вполне осознано и с интересом».
Поступив в Пятигорский политехнический университет, посвятил всё свободное время учёбе и в 2000 году по этой причине вынужден был прекратить занятия боксом. Тем не менее, вскоре заинтересовался рукопашным боем и стал выступать за пятигорскую команду «Рокада» — в её составе выиграл командный чемпионат России 2002 года в Брянске. В 2003 году одержал победу на чемпионате России по ушу саньда в Санкт-Петербурге. «Для нас это был совершенно новый и не знакомый вид спорта, но мне удалось тот чемпионат выиграть. Я едва ли не единственный русский, кто выиграл чемпионат России по ушу саньда, как правило, в этом виде доминируют дагестанцы».

### Профессиональная карьера
Участвовать в боях по правилам MMA Малютин начал ещё в начале 2000-х годов одновременно с соревнованиями по рукопашному бою. Первый раз дрался в восьмиугольнике в 2002 году, одержал уверенную победу. Всего на различных турнирах проводил примерно по десять поединков в год. «На юге проводится много хороших турниров, много сильных бойцов, но из-за скудного финансирования происходит отток молодежи в большие города, где есть хоть какие-то средства». В 2004 году при содействии Александра и Фёдора Емельяненко переехал на постоянное жительство в Санкт-Петербург, в конечном итоге присоединился к команде Red Devil Fighting Team и стал выступать на высоком уровне под эгидой организации M-1 Global.
Всего за восемь последующих лет был участником 38 официально зарегистрированных поединков, из них 27 окончил победой, в 11 случаях проиграл. Наиболее значимую победу одержал в 2009 году, когда вместе с клубом Red Devil стал чемпионом командного первенства мира по версии M-1 Challenge. В 2012 году пробовал выступать в американской организации Bellator, однако в дебютном бою проиграл единогласным решением судей, и на этом его карьера в Америке закончилась — после этой неудачи все дальнейшие поединки проводил исключительно на территории России.

## Статистика ММА
| Результат | Рекорд | Соперник                   | Способ                            | Турнир                                   | Дата             | Раунд | Время | Место                    | Примечание |
| --------- | ------ | -------------------------- | --------------------------------- | ---------------------------------------- | ---------------- | ----- | ----- | ------------------------ | ---------- |
| Победа    | 36-13  | Роб Эмерсон                | Единогласное решение              | ACA 93: St. Petersburg                   | 16 марта 2019    | 3     | 5:00  | Санкт-Петербург, Россия  |            |
| Поражение | 35-13  | Абдурахман Дудаев          | Единогласное решение              | WFCA 47: International Tournament        | 1 апреля 2018    | 3     | 5:00  | Грозный, Россия          |            |
| Победа    | 35-12  | Фабиану Силва да Консейсан | Единогласное решение              | WFCA 42: Malyutin vs. Jacarezinho        | 27 сентября 2017 | 3     | 5:00  | Москва, Россия           |            |
| Победа    | 34-12  | Лусиану Бенисиу            | Нокаут (удары руками)             | WFCA 34: Грозная битва в Москве          | 25 февраля 2017  | 2     | 1:13  | Москва, Россия           |            |
| Победа    | 33-12  | Азиз Хайдаров              | Единогласное решение              | WFCA 22: Grand Prix Akhmat 2016          | 22 мая 2016      | 3     | 5:00  | Грозный, Россия          |            |
| Победа    | 32-12  | Диловар Джабаров           | Болевой «кимура»                  | WFCA 18: Grand Prix Akhmat               | 15 апреля 2016   | 1     | 3:09  | Павлодар, Казахстан      |            |
| Победа    | 31-12  | Сотир Кичуков              | Единогласное решение              | WFCA: Грозная битва 3                    | 13 июня 2015     | 3     | 5:00  | Грозный, Россия          |            |
| Победа    | 30-12  | Альберт Жапуев             | Единогласное решение              | Tech-Krep FC: Ermak Prime Challenge      | 3 апреля 2015    | 3     | 5:00  | Краснодар, Россия        |            |
| Победа    | 29-12  | Саламбек Дамаев            | Единогласное решение              | Tech-Krep FC: Битва героев               | 12 декабря 2014  | 3     | 5:00  | Санкт-Петербург, Россия  |            |
| Победа    | 28-12  | Джон Каллен                | Технический нокаут                | ACB 10 — Беркут                          | 4 октября 2014   | 3     | 5:00  | Грозный, Россия          |            |
| Поражение | 27-12  | Иван Бухингер              | Раздельное решение                | M-1 Challenge 50 — Битва на Неве         | 15 августа 2014  | 3     | 5:00  | Санкт-Петербург, Россия  |            |
| Поражение | 27-11  | Ли Моррисон                | Раздельное решение                | M-1 Challenge 42                         | 20 октября 2013  | 3     | 5:00  | Санкт-Петербург, Россия  |            |
| Победа    | 27-10  | Педро Арруда               | Удушающий «Анаконда»              | FSC — Fightspirit Championship 1         | 8 сентября 2013  | 1     | 3:57  | Колпино, Россия          |            |
| Победа    | 26-10  | Георгий Стоянов            | Единогласное решение              | M-1 Challenge 41 — Битва на Неве 5       | 21 августа 2013  | 3     | 5:00  | Санкт-Петербург, Россия  |            |
| Победа    | 25-10  | Сергей Гречка              | Единогласное решение              | Tech-Krep Fighting Championship          | 22 декабря 2012  | 3     | 5:00  | Махачкала, Россия        |            |
| Победа    | 24-10  | Артём Бойко                | Удушающий «Анаконда»              | M-1 Challenge 35 — 15 лет MMA            | 15 ноября 2012   | 1     | 1:39  | Санкт-Петербург, Россия  |            |
| Победа    | 23-10  | Марек Сикора               | Единогласное решение              | Lion’s Fights 2 — Битва двух столиц      | 2 сентября 2012  | 3     | 5:00  | Санкт-Петербург, Россия  |            |
| Победа    | 22-10  | Ренат Гасанов              | Технический нокаут (удары руками) | M-1 Global — Фёдор против Риззо          | 21 июня 2012     | 1     | 3:16  | Санкт-Петербург, Россия  |            |
| Поражение | 21-10  | Эммануэль Брукс            | Единогласное решение              | Bellator Fighting Championships 65       | 13 апреля 2012   | 3     | 5:00  | Атлантик-Сити, США       |            |
| Победа    | 21-9   | Сейдина Сек                | Нокаут (удар рукой)               | M-1 Global — Фёдор против Монсона        | 20 ноября 2011   | 1     | 0:47  | Москва, Россия           |            |
| Победа    | 20-9   | Крис Лигури                | Раздельное решение                | Ring of Combat 35                        | 8 апреля 2011    | 3     | 5:00  | Атлантик-Сити, США       |            |
| Поражение | 19-9   | Гор Харутюнян              | Единогласное решение              | ProFC — Кубок содружества наций 10       | 21 ноября 2010   | 3     | 5:00  | Ереван, Армения          |            |
| Победа    | 19-8   | Луис Азереду               | Единогласное решение              | Ring of Combat 31                        | 24 сентября 2010 | 3     | 5:00  | Атлантик-Сити, США       |            |
| Поражение | 18-8   | Магно Алмейда              | Болевой «Кимура»                  | CZ 34 — Friday the 13th at The Rock      | 13 августа 2010  | 1     | 3:26  | Сейлем, США              |            |
| Победа    | 18-7   | Мамоур Фолл                | Технический нокаут (удары руками) | APF — Азербайджан против Европы          | 22 мая 2010      | 1     | 0:00  | Баку, Азербайджан        |            |
| Поражение | 17-7   | Шимон Гош                  | Удушающий «Гильотина»             | DF 7 — Dog Fight 7                       | 6 мая 2010       | 2     | 1:20  | Тель-Авив, Израиль       |            |
| Победа    | 17-6   | Якуб Тангиев               | Единогласное решение              | ProFC — Кубок содружества наций, финал   | 23 апреля 2010   | 2     | 5:00  | Москва, Россия           |            |
| Победа    | 16-6   | Андрей Лежнёв              | Единогласное решение              | ProFC — Кубок содружества наций 5        | 13 февраля 2010  | 2     | 5:00  | Нальчик, Россия          |            |
| Победа    | 15-6   | Павел Муртазин             | Единогласное решение              | ProFC — Кубок содружества наций 4        | 19 декабря 2009  | 2     | 5:00  | Ростов-на-Дону, Россия   |            |
| Победа    | 14-6   | Анатолий Покровский        | Единогласное решение              | ProFC — Кубок содружества наций 2        | 25 сентября 2009 | 2     | 5:00  | Ростов-на-Дону, Россия   |            |
| Победа    | 13-6   | Семми Табури               | Удушение Иезекиля                 | ProFC — Россия против Европы             | 29 марта 2009    | 2     | 3:46  | Ростов-на-Дону, Россия   |            |
| Поражение | 12-6   | Ким До Хьон                | Единогласное решение              | M-1 Challenge 12 — USA                   | 21 февраля 2009  | 2     | 5:00  | Такома, США              |            |
| Победа    | 12-5   | Богдан Кристеа             | Раздельное решение                | M-1 Challenge 11 — 2008 Challenge Finals | 11 января 2009   | 3     | 5:00  | Амстелвен, Нидерланды    |            |
| Победа    | 11-5   | Нам Ый Чхоль               | Раздельное решение                | M-1 Challenge 9 — Russia                 | 21 ноября 2008   | 2     | 5:00  | Санкт-Петербург, Россия  |            |
| Победа    | 10-5   | Бо Кинг                    | Удушающий сзади                   | M-1 Challenge 7 — UK                     | 22 октября 2008  | 1     | 4:49  | Ноттингем, Англия        |            |
| Победа    | 9-5    | Валерий Варанкин           | Болевой                           | FOL — Европа против России               | 29 августа 2008  | 1     | 0:00  | Пермь, Россия            |            |
| Поражение | 8-5    | Ариэль Абаргель            | Раздельное решение                | DCC 7 — Desert Combat Challenge 7        | 26 июля 2008     | 3     | 5:00  | Тель-Авив, Израиль       |            |
| Победа    | 8-4    | Нико Пухакка               | Удушающий сзади                   | M-1 Challenge 4 — Битва на Неве 2        | 27 июня 2008     | 2     | 3:16  | Санкт-Петербург, Россия  |            |
| Победа    | 7-4    | Карлос Валери              | Удушающий «Анаконда»              | M-1 MFC — Кубок Фёдора Емельяненко       | 15 мая 2008      | 1     | 0:00  | Нижний Новгород, Россия  |            |
| Поражение | 6-4    | Бенди Касими               | Раздельное решение                | M-1 — Slamm                              | 2 марта 2008     | 2     | 5:00  | Алмере, Нидерланды       |            |
| Поражение | 6-3    | Ион Фридленд               | Удушающий «Треугольник»           | RW — Russian Warriors                    | 26 января 2008   | 1     | 4:34  | Минеральные Воды, Россия |            |
| Победа    | 6-2    | Артём Дамковский           | Единогласное решение              | M-1 MFC — Битва на Неве                  | 21 июля 2007     | 3     | 5:00  | Санкт-Петербург, Россия  |            |
| Победа    | 5-2    | Вук Чха Чин                | Раздельное решение                | M-1 MFC — Россия против Кореи            | 20 января 2007   | 3     | 5:00  | Сеул, Южная Корея        |            |
| Победа    | 4-2    | Гоча Маркозия              | Удушающий «Треугольник»           | M-1 — International Fight Night 6        | 18 ноября 2006   | 1     | 3:09  | Санкт-Петербург, Россия  |            |
| Поражение | 3-2    | Мактар Гийе                | Единогласное решение              | M-1 MFC — Mix-Fight                      | 7 октября 2006   | 3     | 5:00  | Белгород, Россия         |            |
| Победа    | 3-1    | Микко Броман               | Нокаут (удар рукой)               | The Cage Vol. 5 — Winter War             | 10 февраля 2006  | 1     | 0:48  | Лаппеэнранта, Финляндия  |            |
| Поражение | 2-1    | Амир Шанхалов              | Единогласное решение              | M-1 MFC — Lightweight Cup                | 8 декабря 2005   | 2     | 5:00  | Санкт-Петербург, Россия  |            |
| Победа    | 2-0    | Багавдин Гаджимурадов      | Раздельное решение                | M-1 MFC — Lightweight Cup                | 8 декабря 2005   | 2     | 5:00  | Санкт-Петербург, Россия  |            |
| Победа    | 1-0    | Юнус Евлоев                | Нокаут                            | M-1 MFC — New Blood                      | 1 октября 2005   | 1     | 4:54  | Санкт-Петербург, Россия  |            |